# Fleurines
Fleurines település Franciaországban, Oise megyében. Lakosainak száma 1927 fő (2022. január 1.). Fleurines Beaurepaire, Pont-Sainte-Maxence, Senlis, Verneuil-en-Halatte és Villers-Saint-Frambourg-Ognon községekkel határos.

## Népesség
A település népességének változása:
| Lakosok száma | 1889 | 1905 | 2002 | 1907 | 1929 | 1886 | 1844 | 1827 | 1927 |
|               | 2013 | 2015 | 2016 | 2017 | 2018 | 2019 | 2020 | 2021 | 2022 |